# Gryon coum
Gryon coum är en stekelart som först beskrevs av Nixon 1934.  Gryon coum ingår i släktet Gryon och familjen Scelionidae. Inga underarter finns listade i Catalogue of Life.